# Fredrik Zachariasen
Fredrik Zachariasen (* 14. Juni 1931 in Chicago; † 9. Dezember 1999 in Pasadena) war ein US-amerikanischer theoretischer Physiker, der sich mit Elementarteilchenphysik befasste.
Zachariasen studierte an der University of Chicago mit dem Bachelor-Abschluss 1951 und der Promotion 1956 am Caltech. Danach war er an der Stanford University (Assistant Professor), am Massachusetts Institute of Technology und der University of California, Berkeley, bevor er 1960 ans Caltech zurückkehrte, wo er Professor wurde und den Rest seiner Karriere blieb. 1960 wurde er Sloan Research Fellow.
Er war Mitglied der JASON Defense Advisory Group, wo er mit Walter Munk an akustischer Detektion von U-Booten arbeitete.

## Schriften
- mit Sidney Drell: Electromagnetic structure of nucleons, Oxford University Press 1961
- mit David Horn: Hadron physics at very high energies, Benjamin 1973
- mit Walter Munk u. a.: Sound transmission through a fluctuating ocean